# Laurent Arnauts
 (avril 2016).
Laurent Arnauts est un avocat belge. Il est également le fondateur de l'ancien hebdomadaire d'information générale Le Journal du mardi.

## Biographie
De nationalité belge, il a commencé sa carrière comme conseiller juridique au Conseil des barreaux de la Communauté Européenne (CCBE) et avocat.
En 1996, il se fait connaître du grand public en assumant la défense de la famille de Loubna Benaïssa, dans le cadre de l'affaire Dutroux. La fillette, disparue depuis 1992, sera retrouvée morte le 5 mars 1997.
Il obtient de la Cour de cassation belge le renversement d'une jurisprudence vieille de plus 150 ans, qui discriminait les parties civiles dans le cadre des affaires pénales en leur imposant le recours à un avocat membre du barreau de cassation pour accéder à ladite Cour. Cela lui vaudra le prix de l'innovation juridique de la Jeune chambre économique de Belgique et débouche sur une modification législative en ce sens. 
En 1999, il fonde avec le journaliste d'investigation Michel Bouffioux un nouveau titre de presse écrite, Le Journal du mardi. En 2000, Laurent Arnauts met entre parenthèses sa profession d'avocat pour se consacrer entièrement à son activité journalistique et à la direction de l'hebdomadaire. La publication de celui-ci cesse en avril 2008.
En 2008, il reprend la robe dans le cabinet d'avocats Modrikamen. Il y traite notamment le dossier Fortis,, contribuant à obtenir la suspension judiciaire du démantèlement du groupe bancaire, qui a mené à la chute du Gouvernement Leterme. 
En 2011, le cabinet Modrikamen se dissout en raison de l'activité politique de son fondateur. Laurent Arnauts reprend le département "actions collectives" (class action) et fonde son propre cabinet, spécialisé dans les grandes affaires économiques et financières.
En 2014, poursuivi pour être à l’origine de fuites vers la presse concernant le cours de l’instruction dans l’affaire Fortis, l'examen du dossier est repoussé « sine die » par la chambre du conseil de Bruxelles.
En 2016, Ageas qui est juridiquement l'héritier de Fortis Holding, parvient à un accord avec Me Laurent Arnauts.